# Skala durowa
Skala durowa (z łac. durus – twardy), zwana też majorową (z łac. maior – większy, odnosi się do tercji wielkiej zawartej między I a III stopniem skali) – siedmiostopniowa skala z charakterystycznym półtonem między stopniami III i IV oraz VII i VIII (stanowiącym powtórzenie I stopnia o oktawę wyżej). Uznaje się, że skala durowa i utwory na niej oparte mają radosne brzmienie. Tożsama co do sposobu organizacji materiału dźwiękowego jest skala hypolidyjska kościelna.

## Odmiany skal majorowych

### Skala majorowa naturalna
Skala majorowa naturalna (dur naturalny) to taka skala majorowa, w której sekundy małe (półtony) zawarte są tylko pomiędzy stopniami III–IV i VII–VIII. Pomiędzy pozostałymi stopniami skali występują sekundy wielkie (całe tony). Zbudowana jest z dwóch tetrachordów doryckich.
| Posłuchaj skali majorowej naturalnej: wstępującejⓘ zstępującejⓘ | C dur naturalny. |

### Skala majorowa harmoniczna
Skala majorowa harmoniczna (major harmoniczny, dur harmoniczny, dur-moll) to taka skala majorowa, w której sekunda mała zawarta jest pomiędzy stopniami III–IV, V–VI (dzięki obniżeniu stopnia VI) i VII–VIII. Pomiędzy stopniami VI–VII występuje interwał sekundy zwiększonej, a między pozostałymi stopniami sekundy wielkie. Podsumowując, jest to skala majorowa naturalna z obniżonym VI stopniem.
| Posłuchaj skali majorowej harmonicznej: wstępującejⓘ zstępującejⓘ | C dur naturalny. |

### Skala majorowa miękka
Skala majorowa miękka to taka skala majorowa, w której sekunda mała zawarta jest pomiędzy stopniami III i IV oraz V i VI. Pomiędzy pozostałymi stopniami występują sekundy wielkie. Upraszczając, jest to skala majorowa naturalna z obniżonymi stopniami VI i VII. Obniżenie VII stopnia powoduje, że ta odmiana nie brzmi już tak durowo jak wyżej wymienione (stąd też alternatywna nazwa dur-moll).
| Posłuchaj skali majorowej miękkiej: wstępującejⓘ zstępującejⓘ | C dur naturalny. |

### Skala chromatyczna majorowa
Skala chromatyczna majorowa to skala dwunastostopniowa oparta na skali majorowej naturalnej. Powstaje ona przez dodanie między sekundy wielkie dodatkowego dźwięku. W efekcie taka skala jest zbudowana z samych półtonów (sekund małych lub prym zwiększonych). Ze względu na notację skal chromatycznych majorowych rozróżnia się jej dwa rodzaje: regularną i nieregularną. Należy zwrócić uwagę na fakt, że w obrębie każdego z wymienionych typów, w zależności od kierunku skali występuje inny układ interwałów.
Przyjęto jako zasadę stosowanie zmian chromatycznych w utworach według jednego z poniższych schematów.
| r e g u l a r n y       | Skala regularna w kierunku wznoszącym: podwyższanie I, II, IV, V i VI stopnia w danej tonacji. C-dur: c¹, cis¹, d¹, dis¹, e¹, f¹, fis¹, g¹, gis¹, a¹, ais¹, h¹, c² Skala regularna w kierunku opadającym: obniżenie stopni: VII, VI, V, III i II w danej tonacji. C-dur: c², h¹, b¹, a¹, as¹, g¹, ges¹, f¹, e¹, es¹, d¹, des¹, c¹                                 |
| n i e r e g u l a r n y | Skala nieregularna w kierunku wznoszącym: podwyższanie I, II, IV, V i obniżenie VII stopnia w danej tonacji. C-dur: c¹, cis¹, d¹, dis¹, e¹, f¹, fis¹, g¹, gis¹, a¹, b¹, h¹, c² Skala nieregularna w kierunku opadającym: obniżenie VII, VI, III i II oraz podwyższenie IV stopnia w danej tonacji. C-dur: c², h¹, b¹, a¹, as¹, g, fis¹, f¹, e¹, es¹, d¹, des¹, c¹ |

## Określanie tonacji durowych
Tryb (durowy lub molowy) określa się analizując przebieg utworu (tonalnego).
Znaki przykluczowe jednoznacznie wskazują na to, w której tonacji utrzymany jest utwór.

## Budowanie gam durowych

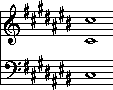
Prawidłowy układ kompletu krzyżyków przy kluczach.

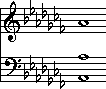
Prawidłowy układ kompletu bemoli przy kluczach.

Budowanie gam durowych należy rozumieć jako ułożenie określonych interwałów w konkretnej kolejności, poczynając od dźwięku tonicznego. Stosuje się znaki przykluczowe właściwe dla danej tonacji.
- Aby uzyskać odmianę gamy durowej, wszelkie zmiany chromatyczne (obniżenia, podwyższenia poszczególnych stopni) realizuje się notując je znakami przygodnymi.

### Gamy durowe
Gamy durowe w systemie tonalnym 12-dźwiękowym równomiernie temperowanym:
- kolejno (C-C): C-dur, Cis-dur/Des-dur, D-dur, Dis-dur/Es-dur, E-dur/Fes-dur, F-dur/Eis-dur, Fis-dur/Ges-dur, G-dur, Gis-dur/As-dur, A-dur, Ais-dur/B-dur, H-dur/Ces-dur
- kolejno zgodnie z kołem kwintowym:
  - bez znaków przykluczowych: C-dur
  - bemolowe: F-dur, B-dur, Es-dur, As-dur, Des-dur, Ges-dur, Ces-dur
  - krzyżykowe: G-dur, D-dur, A-dur, E-dur, H-dur, Fis-dur, Cis-dur (jak widać, 3 ostatnie pokrywają się z 3 ostatnimi bemolowymi w odwrotnej kolejności)